# Шванвиц, Мартин
Мартин Шванвиц, или Шванвич (Martin Schwanwitz) (ум. 1740) — преподаватель и ректор гимназии при Академии наук и художеств в Санкт-Петербурге, прибыл в Россию из Польши в 1718 году, родоначальник всех известных носителей фамилии в России.
Для преподавания в гимназии составил немецкую грамматику, выдержавшую пять изданий, последнее в 1802 году. Координировал работы по написанию русской грамматики, оставшейся неопубликованной при его жизни.
Отец А. М. Шванвича.

## Труды
- [Шванвиц М.] Немецкая грамматика, из разных авторов собрана и российской юности в пользу издана от учителя немецкого языка при Санкт-Петербургской гимназии. СПб: Типогр. АН, 1730. 413 с.